# Étienne Jamet
Étienne Jamet, surtout connu sous le nom d'Esteban Jamete, est un sculpteur et artiste visuel français né à Orléans vers 1516. Il a été actif en Espagne de 1535 jusqu'à sa mort en 1565. 
Il s'est formé et a travaillé aux côtés de Luis de Vega, Alonso de Covarrubias, Bonifacio Bernardino de Tovar, Andrés de Vandelvira, Roque Balduque et Diego de Riaño.
André Turcat a relevé comme un trait hautement caractéristique de son style « l'harmonie voulue entre le plissé des vêtements et le traitement des chevelures » et voit dans son style une influence de Michel-Ange. Bertrand Jestaz rejette ce rapprochement avec Michel-Ange et voit plutôt chez Jamet « de forts accents de maniérisme italien », en faisant l'hypothèse qu'il aurait été influencé par des artistes italiens rencontrés en Espagne.

## Réalisations

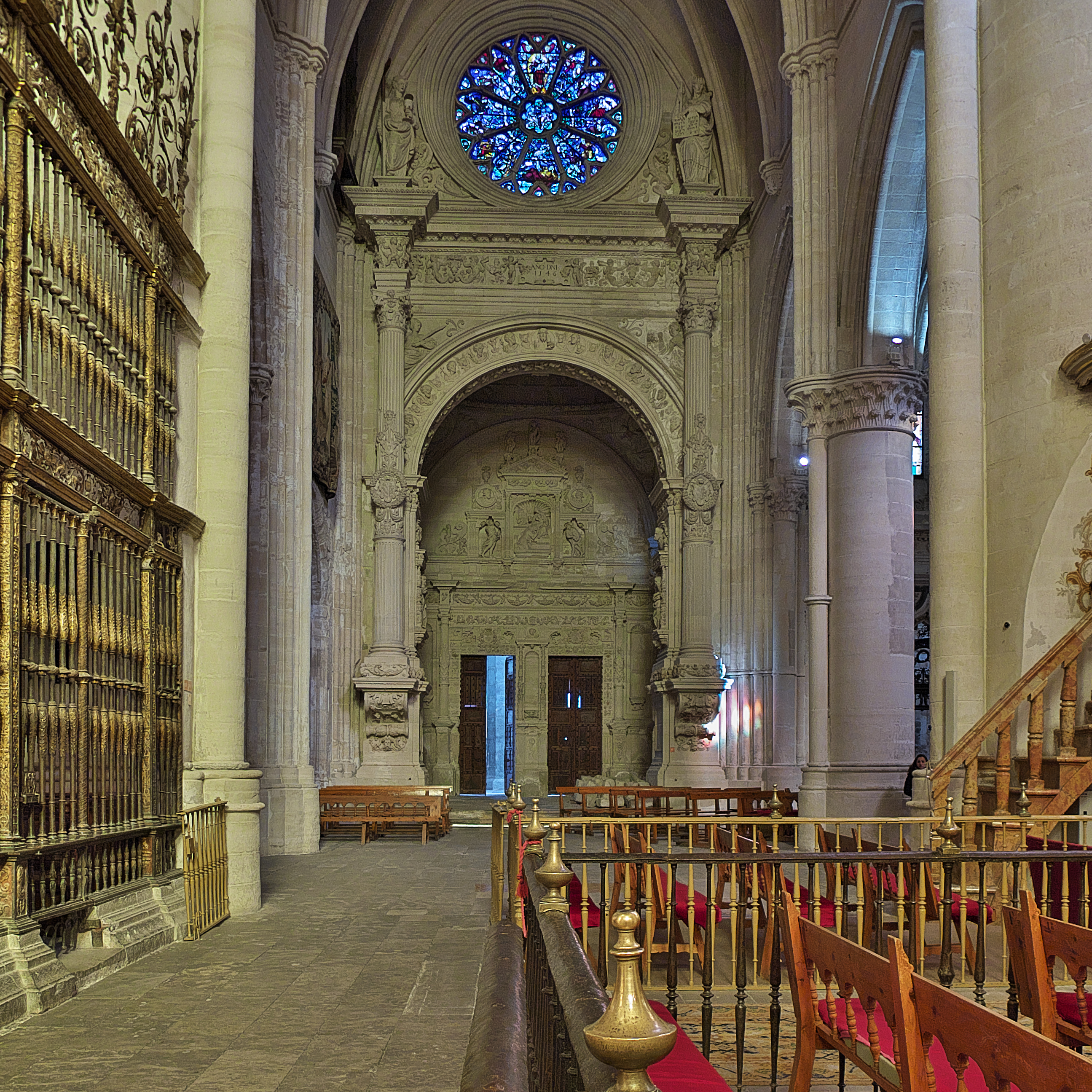
Portail de Jamet (Arco de Jamete). Cathédrale de Cuenca.

Arrivé en Espagne en 1535, il se fait connaître en taillant des médaillons pour un palais à Médina del Campo puis à Valladolid. En 1537, il est à León. De 1537 à 1539, il est à Tolède où il sculpte les stalles du chœur avec Felipe Bigarny. En 1540, il se rend à Chinchilla où il travaille au chevet de l'église Santa Maria.
De 1541 à 1543, il est à Úbeda, où il travaille au portail et à la sacristie de la Sacra Capilla del Salvador, en suivant les plans dessinés par Andrés de Vandelvira. En 1544, il descend à Séville, où il travaille à la décoration de l'hôtel de ville. Sa présence est aussi attestée à Zamora, Benavente, Salamanque, Burgos, Medina de Rioseco, Carrión de los Condes et Marchena.
En 1545, il s'installe à Cuenca, où il restera jusqu'à la fin de sa vie. Il  travaille principalement à la cathédrale Sainte-Marie-et-Saint-Julien où il réalise notamment l'arrière du chœur, le portail de la chapelle Sainte-Hélène et, surtout, le portail qui donne accès au cloître, connu sous le nom Arco de Jamete (1545-1550) et considéré comme un chef-d'œuvre de la Renaissance espagnole.
En 1557, il est arrêté par le tribunal de l'Inquisition et accusé d'être hérétique, apostat et inspirateur d'hérétiques. Parmi les témoins en sa faveur figure le sculpteur Pedro de Villadiego. Il est finalement condamné à trois ans de réclusion (transformée en résidence surveillée) avec le port de la camisole de pénitence. C'est grâce aux actes de ce procès que sa carrière est si bien connue et qu'on sait qu'il était « d'un tempérament bouillant, voire violent, ivrogne, mais aussi généreux, voire naïf ».

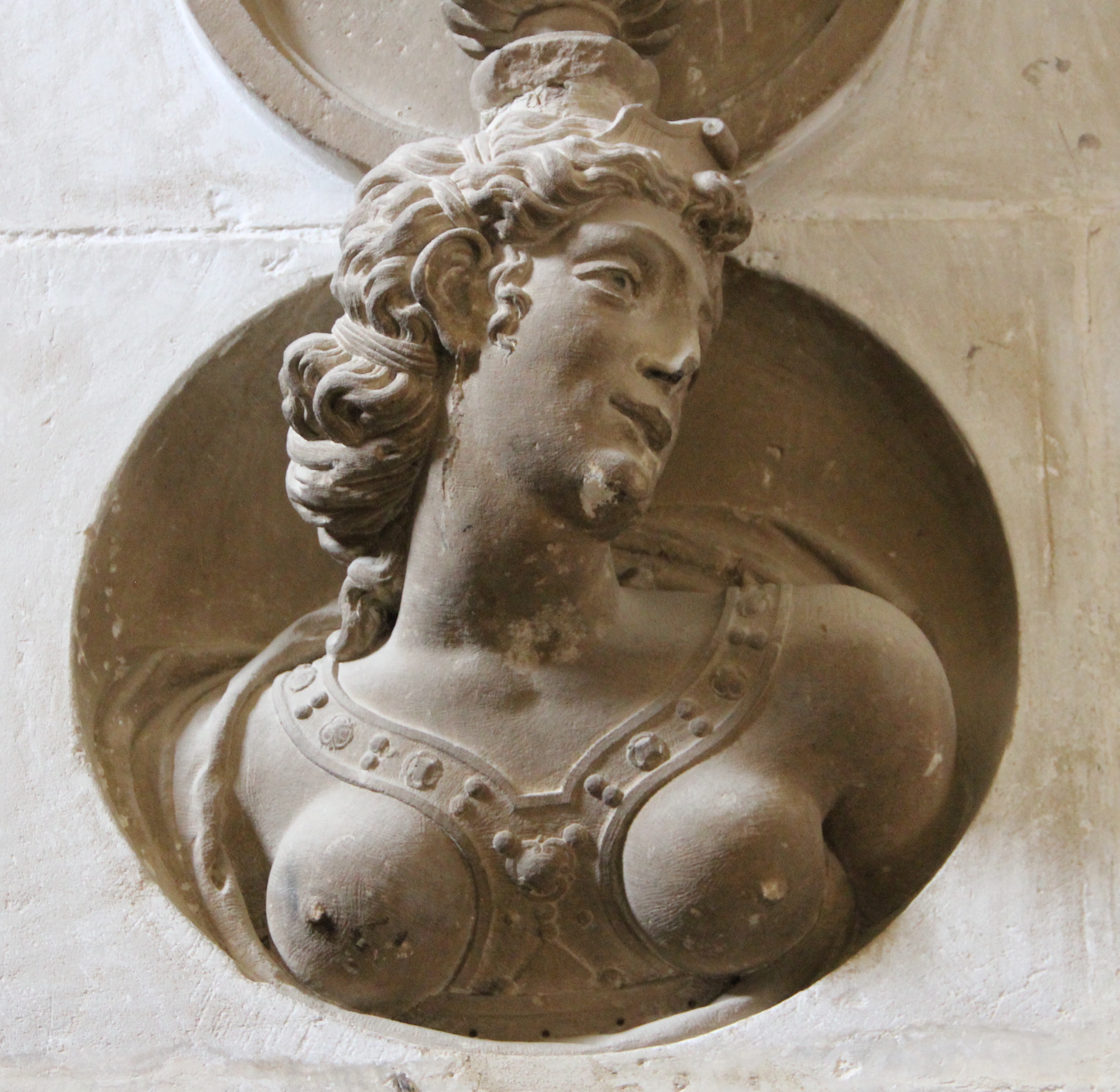
Buste. Sacristie de l'église du Salvador. Úbeda.
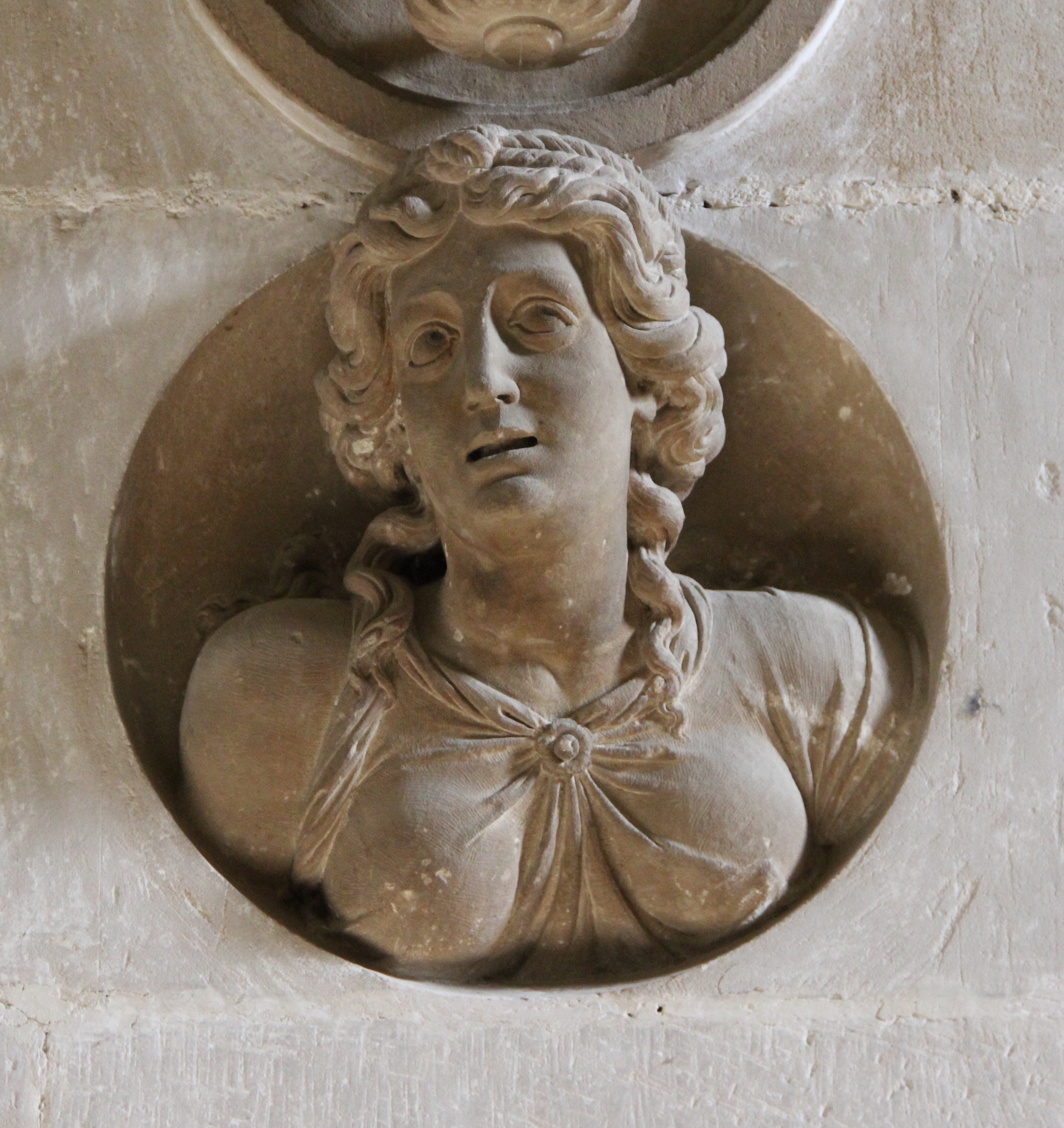
Buste. Sacristie de l'église du Salvador.
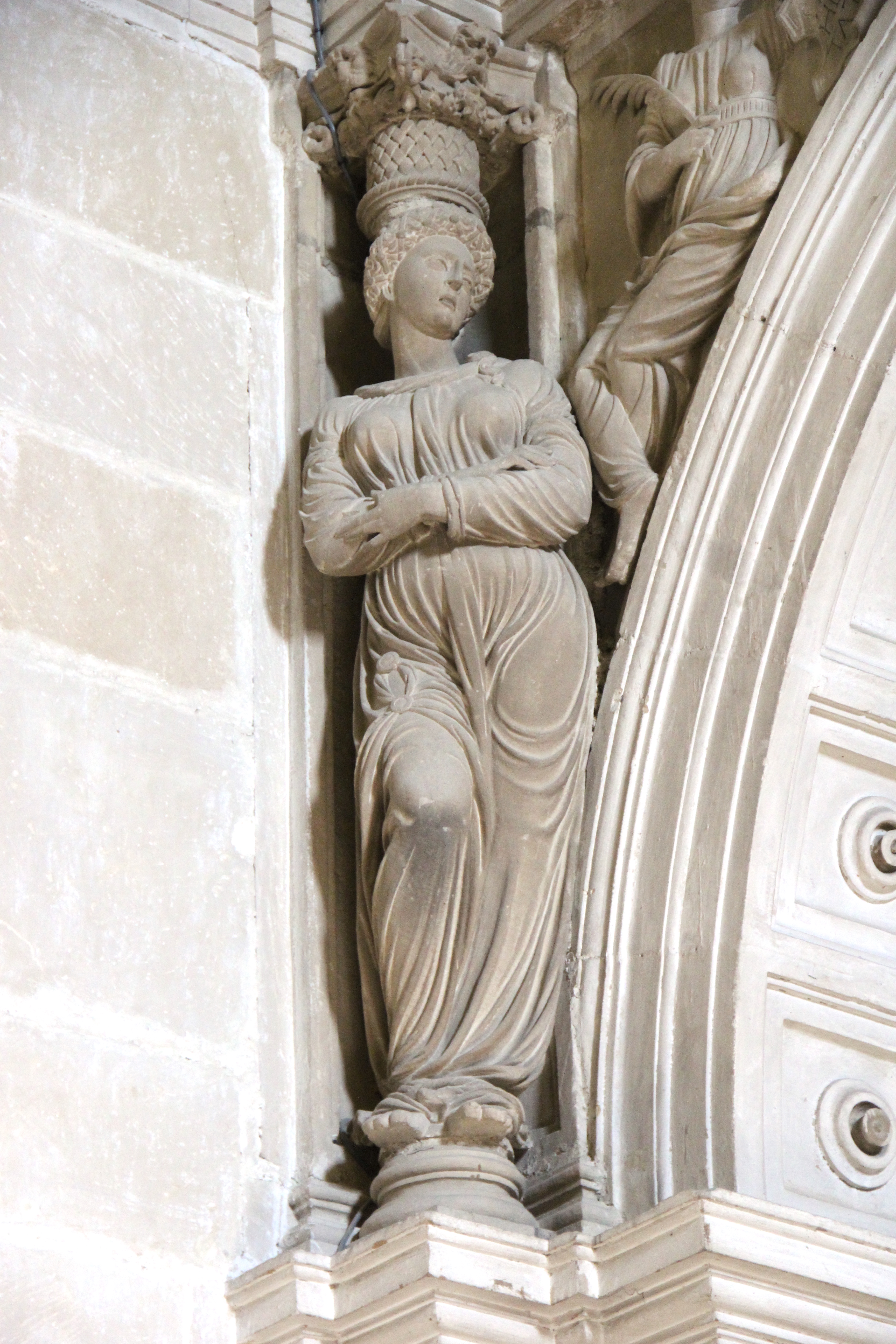
Cariatide. Sacristie de l'église du Salvador.
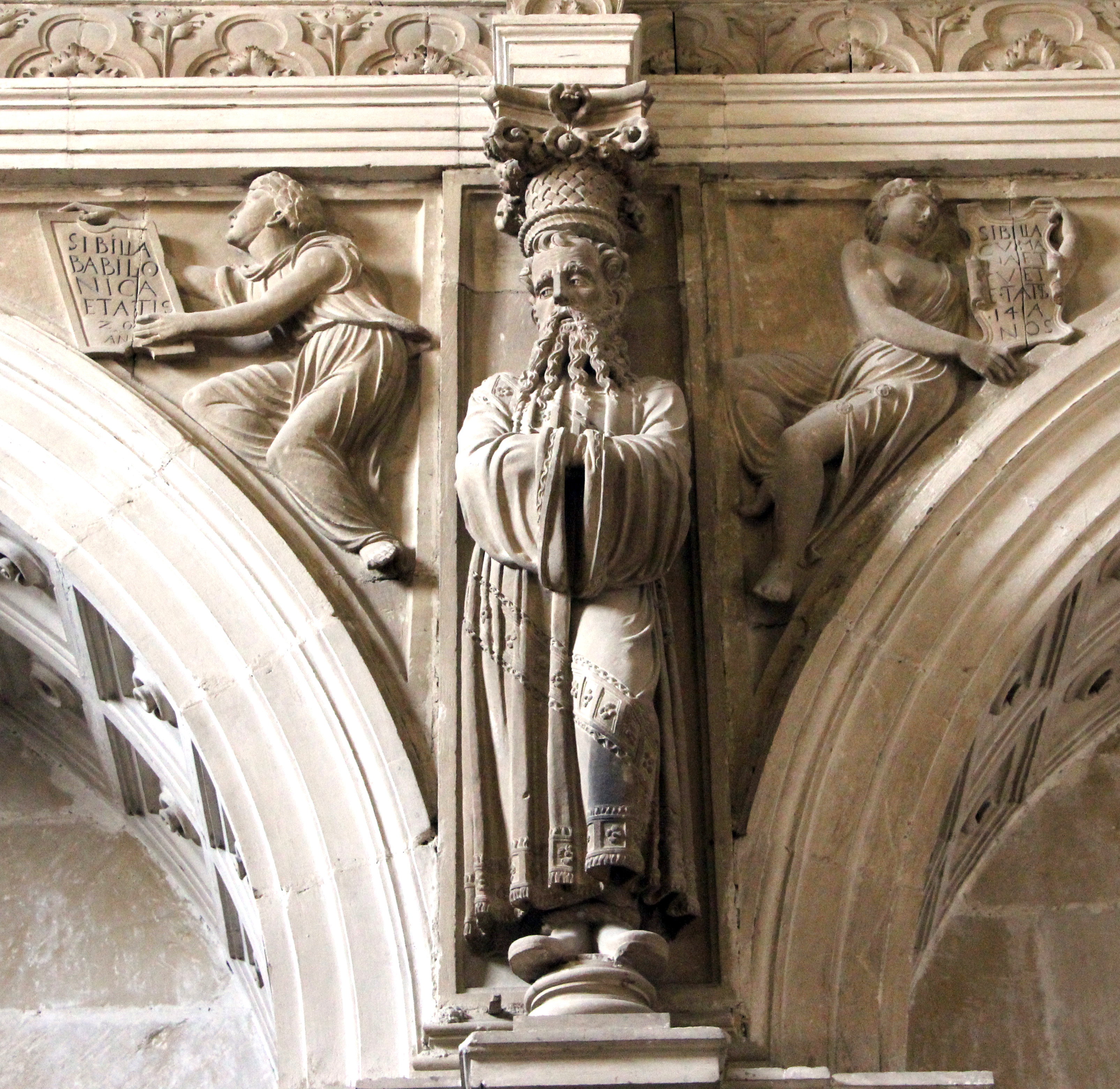
Moïse (?) entouré de la sibylle de Babylone et de la sibylle de Cumes. Sacristie de l'église du Salvador.
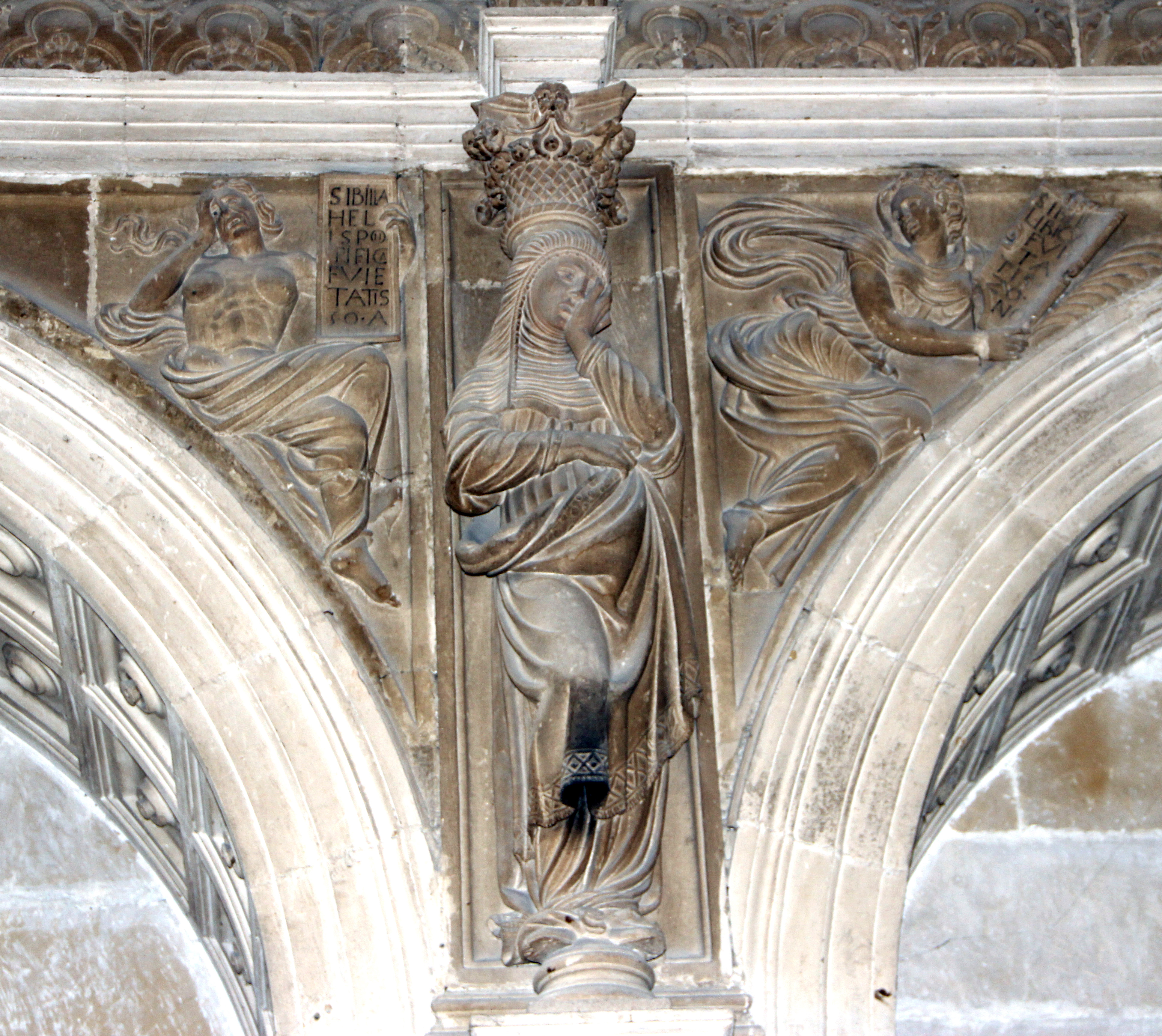
Vierge entourée de la sibylle de l'Hellespont et de celle de Libye. Sacristie de l'église du Salvador.

## Source
- Bertrand Jestaz, « André Turcat, Etienne Jamet alias Esteban Jamete, sculpteur français de la Renaissance en Espagne condamné par l'Inquisition, Paris, Picard, 1994, in-4°, 388 p. », Bulletin monumental, vol. 153 (4),‎ 1995, p. 397-399 (lire en ligne)